# Cantharellus doederleini
Cantharellus doederleini är en korallart som först beskrevs av Von Marenzeller 1907.  Cantharellus doederleini ingår i släktet Cantharellus och familjen Fungiidae. IUCN kategoriserar arten globalt som livskraftig.
Artens utbredningsområde är Röda havet. Inga underarter finns listade i Catalogue of Life.